# Parlamentswahl in San Marino 2012
- SU: 5
- RETE: 4
- C10: 4
- PSD: 10
- PS: 7
- UpR: 5
- AP: 4
- PDCS-NS: 21

Die Parlamentswahl in San Marino 2012 fanden am 11. November 2012 statt.

## Ergebnis
- SU: 5
- RETE: 4
- C10: 4
- PSD: 10
- PS: 7
- UpR: 5
- AP: 4
- PDCS-NS: 21

- CA: 9
- RETE: 4
- SMBC: 35
- IpP: 12

| San Marino Bene Comune                                          | Stimmen | %    | Sitze |                                 | San Marino Bene Comune | Stimmen | %     | Sitze |
| Partito Democratico Cristiano Sammarinese–Noi Sammarinesi       | 5.828   | 29,5 | 21    | Partito Socialista              | 2.393                  | 12,1    | 7     |       |
| Partito dei Socialisti e dei Democratici                        | 2.832   | 14,3 | 10    | Unione per la Repubblica        | 1.651                  | 8,4     | 5     |       |
| Alleanza Popolare dei Democratici Sammarinesi per la Repubblica | 1.319   | 6,7  | 4     | Unione Sammarinese dei Moderati | 340                    | 1,7     | 0     |       |
| Koalitionsstimmen                                               | 49      | 0,25 | 0     | Koalitionsstimmen               | 23                     | 0,12    | 0     |       |
| Insgesamt                                                       | 10.028  | 50,7 | 35    | Insgesamt                       | 4.408                  | 22,3    | 12    |       |
| Intesa per il Paese                                             | Stimmen | %    | Sitze | Koalitionslose                  | Stimmen                | %       | Sitze |       |
| Sinistra Unita                                                  | 1.808   | 9,1  | 5     | Movimento RETE                  | 1.243                  | 6,3     | 4     |       |
| Civico 10                                                       | 1.324   | 6,7  | 4     | Per San Marino                  | 556                    | 2,8     | 0     |       |
| Koalitionsstimmen                                               | 48      | 0,2  | 0     | San Marino 3.0                  | 364                    | 1,8     | 0     |       |
| Insgesamt                                                       | 3.180   | 18,1 | 9     |                                 |                        |         |       |       |